# ولیکا پریستاوا
ولیکا پریستاوا (اسلوونیایی: Velika Pristava) یک زیستگاه انسانی در اسلوونی است که در Inner Carniola واقع شده‌است.

## خصوصیات
ولیکا پریستاوا ۳٫۳ کیلومترمربع مساحت و ۵۱ نفر جمعیت دارد و ۴۴۹ متر بالاتر از سطح دریا واقع شده‌است.